# Epinosis
Epinosis là một chi bướm ngày thuộc họ Bướm nâu.